# 羅沙利 (莫斯科州)
55°40′N 39°53′E / 55.667°N 39.883°E
羅沙利（俄语：Роша́ль）是俄羅斯莫斯科州東部的一個城市。位於莫斯科以東150公里。2002年人口22,407人。
1916年建立，翌年改以布爾什維克黨人西美昂·羅沙利為名。1940年設市。